# Herb Rucianego-Nidy
Herb Rucianego-Nidy – jeden z symboli miasta Ruciane-Nida i gminy Ruciane-Nida w postaci herbu.

## Wygląd i symbolika
Herb przedstawia na niebieskiej tarczy fabrykę z kominem koloru złotego, smugę dymu koloru białego, białą żaglówkę ze złotym paskiem na burcie, nad nią liść zielony. U góry tarczy czarny napis na złotym tle: „RUCIANE-NIDA”.
Żaglówka i fabryka symbolizują turystyczno-przemysłowy charakter miasta, zielony liść nawiązuje do położenia w środku Puszczy Piskiej. Barwy użyte w herbie symbolizują: srebro-biel – czystość, prawdę, niewinność; złoto-żółty – wiarę, stałość, mądrość, chwałę; błękit-lazur – czystość, lojalność, wierność.

## Historia
Herb został ustanowiony po nadaniu mu praw miejskich w 1966 roku, nie spełnia jednak klasycznych zasad heraldycznych.